# 寄り道カフェパブロ
『寄り道カフェ パブロ』（よりみちカフェ パブロ）は、2013年8月2日から2016年3月18日まで、テレビ山口で金曜日 9:55 - 10:25に放送されていた情報番組である。2013年10月18日からは、金曜日26時台に当日の内容の再放送を実施していた。

## 番組内容
今週の寄り道
話題のスポットを巡ったり、レジャー体験をしたりするコーナー。
パブロクッキング
JUNYAが旬の食材を使って料理をするコーナー。
スタジオトーク

## 出演者
常連客 
- 岡澤アキラ
- JUNYA
- 和田利絵

 アルバイト 
- 渡邉美希

 マスター 
- 永岡克也（tysアナウンサー）

 過去の出演者 
- 柳田純司（2014年9月末をもってtysを退社した。もと同局アナウンサー）

※永岡、岡澤、JUNYAの3人は2016年4月1日より放送開始の「やまぐち情報ワイド やるっチャ!」に出演を移行している。

## 番組スタッフ
- ナレーター - 津山奈穂子
- TM - 立野邦昭
- SW - 鈴木健太郎、新藤幹人、清水秀俊
- CAM - 松野俊樹、川本達也
- 音声 - 池田雄一郎
- 照明 - 山内浩之（やの舞台美術）
- MA - 亀井政一
- 美術 - 柏良治（かしわ製作所）
- オートマタ - 原田和明（二象舎）
- メイク - 松本美香（ティンクティンク）
- 編成 - 倉橋亨、岡村真宏
- ディレクター - 吉野穣、藤岡利充
- プロデューサー - 笹尾友信、大島脩
- 制作協力 - tysvision
- 製作・著作 - テレビ山口